# Neuné
Der Neuné ist ein Fluss im Département Vosges der französischen Region Grand Est.

## Geographie

### Verlauf
Der Neuné entspringt im Regionalen Naturpark Ballons des Vosges auf dem Gemeindegebiet von Gerbépal. Der Neuné fließt anfangs ungefähr in Richtung Nordwest, dreht dann auf Südwest und mündet nach rund 24 Kilometern unterhalb von Laveline-devant-Bruyères von rechts in die Vologne.

### Zuflüsse
- Ruisseau des Bouleaux (rechts), 1,9 km
- Ruisseau de la Goulle (links), 7,5 km
- Ruisseau de Ruxurieux (rechts), 5,3 km
- Ruisseau le Xavé (links), 8,7 km
- Ruisseau Noiregoutte (rechts), 1,4 km
- Ruisseau de Biffontaine (rechts), 2,8 km
- Ruisseau de Les Poulieres (rechts), 3,1 km
- Ruisseau le B’Heumey (links), 7,9 km

### Orte am Fluss
- Gerbépal
- Corcieux
- La Houssière
- La Chapelle-devant-Bruyères
- Laveline-devant-Bruyères

## Hydrologie
An der Mündung des Neuné in die Vologne beträgt die mittlere Abflussmenge (MQ) 2,18 m³/s; das Einzugsgebiet umfasst hier 96,9 km².
Für den Pegel Laveline-devant-Bruyères wurde über einen Zeitraum von 25 Jahren (1986–2010) die durchschnittliche jährliche Abflussmenge des Neuné berechnet. An dieser Stelle liegen bergwärts schon etwa 94 km² und damit etwa 97 % des gesamten Einzugsgebietes.
Die höchsten Wasserstände werden in den Wintermonaten Dezember bis März gemessen. Die Abflussmenge erreicht dabei mit 3,49 m³/s im März ihr Maximum. Von April an geht die Schüttung Monat für Monat merklich zurück und fällt  im August mit 0,92 m³/s auf ihren niedrigsten Stand, um danach wieder bis Dezember monoton von Monat zu Monat anzusteigen.

Der  monatliche mittlere Abfluss (MQ) des Neuné in m³/s,
 an der hydrologischen Station Laveline-devant-Bruyères
Daten aus den Werten der Jahre 1986–2010 berechnet